# Dia de Telanganá
O Dia de Telanganá comumente conhecido como Dia da Formação de Telanganá é um feriado estadual no estado indiano de Telanganá, comemorando a formação do estado. É realizado anualmente em 2 de junho desde 2014. O Dia de Telanganá é comumente associado a desfiles e discursos e cerimônias políticas, além de vários outros eventos públicos e privados que celebram a história e as tradições de Telanganá. O estado comemora a ocasião com eventos formais nos distritos. O evento formal de hasteamento da bandeira nacional pelo ministro-chefe de Telanganá e o desfile cerimonial são realizados no local do desfile. As comemorações acontecem em todos os 33 distritos do estado.

## História
O estado de Telanganá foi oficialmente formado em 2 de junho de 2014. Kalvakuntla Chandrashekar Rao foi eleito o primeiro ministro-chefe de Telanganá, após eleições nas quais o partido Bharat Rashtra Samithi garantiu a maioria.
Em 1º de julho de 2013, o Comitê de Trabalho do Congresso aprovou por unanimidade uma resolução para recomendar a formação de um estado Telanganá separado. Após várias etapas, o projeto de lei foi colocado no Parlamento da Índia em fevereiro de 2014. Em fevereiro de 2014, a Lei de Reorganização de Andhra Pradesh, projeto de lei de 2014 foi aprovada pelo Parlamento da Índia para a formação do estado de Telanganá, compreendendo dez distritos do noroeste de Andra Pradexe. O projeto de lei recebeu parecer favorável do Presidente e foi publicado no Diário Oficial de 1º de março de 2014.

## Significado
O dia marca um significado na história do estado para o movimento Telanganá sustentado ao longo dos anos.

## Eventos culturais
O estado patrocina eventos e celebrações que duram quatro dias. Os Prêmios do Estado de Telanganá por contribuições exemplares em diferentes campos são apresentados em diferentes eventos. O Festival gastronômico Telanganá em hotéis, eventos culturais são realizados no auditório Ravindra Bharathi. O festival de Batukamma ou festival de flores / florais é celebrado em outubro ou setembro.